# Kamienica Karola Hiellego i Karola Dittricha w Łodzi
Kamienica Karola Hiellego i Karola Dittricha – kamienica znajdująca się w Łodzi przy ul. Piotrkowskiej 6. Kamienica została wpisana do rejestru zabytków nieruchomych województwa łódzkiego 29 września 2015 z numerem A/258 oraz do Gminnej Ewidencji Zabytków miasta Łodzi z numerem 921.

## Historia

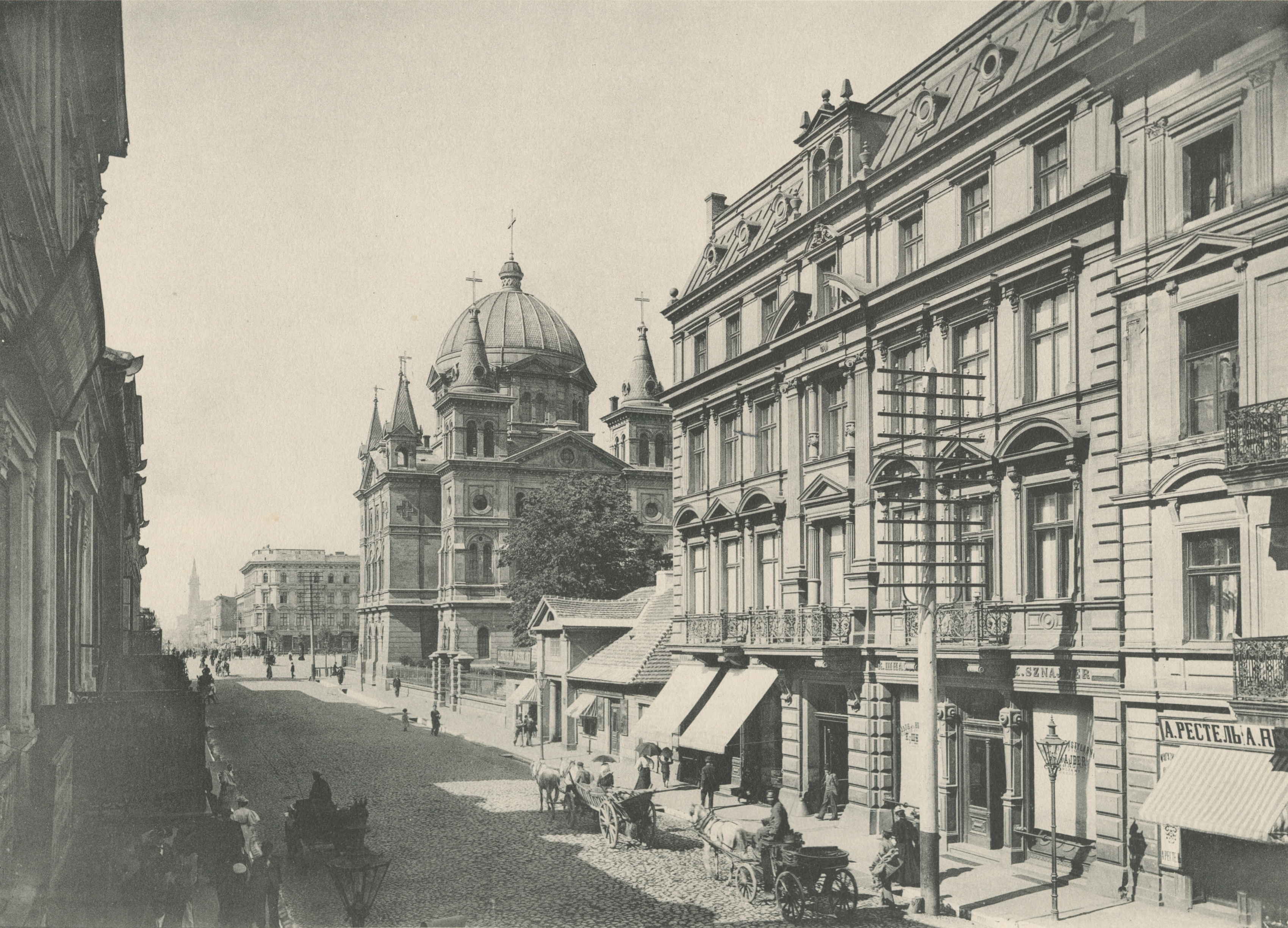
Kamienica na fotografii Bronisława Wilkoszewskiego, 1896

W latach 30. XIX, pod numerem hipotecznym 58, w budynku znajdującym się na miejscu współczesnej kamienicy mieścił się jeden z pierwszych szynków przy ulicy Piotrkowskiej, a w połowie tego samego wieku jeden z pierwszych sklepów. W 1849 na froncie nieruchomości znajdował się drewniany dom. 1 kwietnia 1867, za 17 tysięcy rubli srebrem, spółka „Hielle i Dittrich”, należąca do Karola Teodora Hielle (1822–1871) oraz Karola Augusta Dittricha (1819–1886), kupiła od Emmy Czernko posesję (od 1850 nr hip. 249) z domem piętrowym i oficynami.
W 1882, na zlecenie Towarzystwa Akcyjnego Zakładów Żyrardowskich Hielle i Dittrich, wybudowano na działce komfortowo, jak na XIX wiek, wyposażoną kamienicę – miała ona w poszczególnych mieszkaniach toalety i łazienki z wannami. Mieszkania były przeznaczone na wynajem – w 1893 roczne wynajęcie trzypokojowego mieszkania na 3. piętrze kosztowało 550 rubli (co stanowiło ponad dwukrotność rocznych zarobków robotnika). Projekt architektoniczny kamienicy z 1881 wykonał Ignacy Markiewicz, a sygnowany jest przez architekta Hilarego Majewskiego.
Na parterze kamienicy istniał skład fabryczny Zakładów Żyrardowskich, w którym sprzedawano pełny asortyment tkanin i materiałów oraz wyrobów, w tym „gotową bieliznę damską i męską”. Pomieszczenia kamienicy były wykorzystywane m.in. na skład czapek L. Szerma oraz główny skład wyrobów Warszawskiej Dystylarni Parowej K. Sznajdera.
Od 1908 nieruchomość miała nowego właściciela, kupca – Abrama Dawida Eisnera, którego skład przędzy funkcjonował przy ul. Dzielnej 22 (obecna ul. Narutowicza 24). W latach 20. XX w. na posesji uruchomiono mechaniczną fabryczkę nici „Rohrman i Lajzerowicz”. W 1922 Eisner połowę posesji sprzedał dziewięciu osobom, które były współwłaścicielami do wybuchu II wojny światowej. W 1928 pozostała część posesji należąca do Eisnera została sprzedana małżeństwu Josefa Hersza i Blimy Szpiro ze Zgierza. Ponieważ mieszkańcami kamienicy byli m.in. Żydzi, to w podwórku posesji, na wysokości trzeciego piętra, zbudowana została drewniana kuczka – pomieszczenie, w którym pobożni Żydzi koczowali przez kilka dni z okazji święta Sukkot. Kuczkę rozebrano w 1939 po wkroczeniu Niemców do Łodzi.
Czterokondygnacyjna kamienica Hillego i Dittricha od frontu ma trzy balkony na pierwszym piętrze z ażurowymi, metalowymi balustradami. Środek fasady zaakcentowany jest dwoma pilastrami w wielkim porządku z głowicami jońskimi, okna pomiędzy nimi ujęte są w dwie półkolumny oraz zwieńczone trójkątnym frontonem na pierwszym piętrze i prostym odcinkiem belkowania na drugim.